# آگوستین میراندا
آگوستین میراندا (اسپانیایی: Agustín Miranda‎؛ زادهٔ ۱۹۳۰) بازیکن فوتبال اهل پاراگوئه بود.
وی همچنین در تیم ملی فوتبال پاراگوئه بازی کرده‌است.